# Nazionale maschile under 17 di calcio della Svizzera
La nazionale di calcio svizzera Under-17 è la rappresentativa calcistica Under-17 della Svizzera ed è posta sotto l'egida della ASF-SFV.
Il miglior risultato conseguito è la conquista del titolo mondiale nella Coppa del Mondo 2009 in Nigeria, vinto alla prima partecipazione assoluta. Vanta anche un titolo europeo conquistato in Danimarca, durante la prima edizione assoluta del torneo continentale di categoria.

## Statistiche
|              | Nr. Partite | Vittorie | Nulle | Sconfitte | Reti Fatte | Reti Subite |
| Ospitate     | 97          | 48       | 23    | 26        | 173        | 118         |
| Campo neutro | 138         | 52       | 30    | 56        | 204        | 192         |
| Ospite       | 113         | 38       | 28    | 47        | 158        | 163         |
| Totale       | 348         | 138      | 81    | 129       | 535        | 473         |

Dati riguardanti tutte le partite della Svizzera Under-17, aggiornate al 23 dicembre 2009 dopo la partita Lussemburgo-Svizzera. Tratto da: Sito ufficiale

## Risultati

### Coppa del Mondo Under-17
| Anno   | Piazzamento     | G               | V               | N               | P               | GF              | GS              |                 |
| ------ | --------------- | --------------- | --------------- | --------------- | --------------- | --------------- | --------------- | --------------- |
| 1985   | Non qualificata | Non qualificata | Non qualificata | Non qualificata | Non qualificata | Non qualificata | Non qualificata | Non qualificata |
| 1987   | Non qualificata | Non qualificata | Non qualificata | Non qualificata | Non qualificata | Non qualificata | Non qualificata | Non qualificata |
| 1989   | Non qualificata | Non qualificata | Non qualificata | Non qualificata | Non qualificata | Non qualificata | Non qualificata | Non qualificata |
| 1991   | Non qualificata | Non qualificata | Non qualificata | Non qualificata | Non qualificata | Non qualificata | Non qualificata | Non qualificata |
| 1993   | Non qualificata | Non qualificata | Non qualificata | Non qualificata | Non qualificata | Non qualificata | Non qualificata | Non qualificata |
| 1995   | Non qualificata | Non qualificata | Non qualificata | Non qualificata | Non qualificata | Non qualificata | Non qualificata | Non qualificata |
| 1997   | Non qualificata | Non qualificata | Non qualificata | Non qualificata | Non qualificata | Non qualificata | Non qualificata | Non qualificata |
| 1999   | Non qualificata | Non qualificata | Non qualificata | Non qualificata | Non qualificata | Non qualificata | Non qualificata | Non qualificata |
| 2001   | Non qualificata | Non qualificata | Non qualificata | Non qualificata | Non qualificata | Non qualificata | Non qualificata | Non qualificata |
| 2003   | Non qualificata | Non qualificata | Non qualificata | Non qualificata | Non qualificata | Non qualificata | Non qualificata | Non qualificata |
| 2005   | Non qualificata | Non qualificata | Non qualificata | Non qualificata | Non qualificata | Non qualificata | Non qualificata | Non qualificata |
| 2007   | Non qualificata | Non qualificata | Non qualificata | Non qualificata | Non qualificata | Non qualificata | Non qualificata | Non qualificata |
| 2009   | Campione        | 7               | 7               | 0               | 0               | 18              | 7               |                 |
| 2011   | Non qualificata | Non qualificata | Non qualificata | Non qualificata | Non qualificata | Non qualificata | Non qualificata | Non qualificata |
| 2013   | Non qualificata | Non qualificata | Non qualificata | Non qualificata | Non qualificata | Non qualificata | Non qualificata | Non qualificata |
| 2015   | Non qualificata | Non qualificata | Non qualificata | Non qualificata | Non qualificata | Non qualificata | Non qualificata | Non qualificata |
| 2017   | Non qualificata | Non qualificata | Non qualificata | Non qualificata | Non qualificata | Non qualificata | Non qualificata | Non qualificata |
| 2019   | Non qualificata | Non qualificata | Non qualificata | Non qualificata | Non qualificata | Non qualificata | Non qualificata | Non qualificata |
| Totale | 1/18            | 7               | 7               | 0               | 0               | 18              | 7               |                 |

### Europei Under-17
| Anno   | Piazzamento       | G                 | V                 | N                 | P                 | GF                | GS                |                   |
| ------ | ----------------- | ----------------- | ----------------- | ----------------- | ----------------- | ----------------- | ----------------- | ----------------- |
| 2002   | Campione          | 6                 | 5                 | 1                 | 0                 | 12                | 2                 |                   |
| 2003   | Non qualificata   | Non qualificata   | Non qualificata   | Non qualificata   | Non qualificata   | Non qualificata   | Non qualificata   | Non qualificata   |
| 2004   | Non qualificata   | Non qualificata   | Non qualificata   | Non qualificata   | Non qualificata   | Non qualificata   | Non qualificata   | Non qualificata   |
| 2005   | Primo turno       | 3                 | 1                 | 1                 | 1                 | 5                 | 5                 |                   |
| 2006   | Non qualificata   | Non qualificata   | Non qualificata   | Non qualificata   | Non qualificata   | Non qualificata   | Non qualificata   | Non qualificata   |
| 2007   | Non qualificata   | Non qualificata   | Non qualificata   | Non qualificata   | Non qualificata   | Non qualificata   | Non qualificata   | Non qualificata   |
| 2008   | Primo turno       | 3                 | 1                 | 0                 | 2                 | 1                 | 4                 |                   |
| 2009   | Semifinale        | 4                 | 1                 | 2                 | 1                 | 5                 | 4                 |                   |
| 2010   | Primo turno       | 3                 | 0                 | 0                 | 3                 | 1                 | 10                |                   |
| 2011   | Non qualificata   | Non qualificata   | Non qualificata   | Non qualificata   | Non qualificata   | Non qualificata   | Non qualificata   | Non qualificata   |
| 2012   | Non qualificata   | Non qualificata   | Non qualificata   | Non qualificata   | Non qualificata   | Non qualificata   | Non qualificata   | Non qualificata   |
| 2013   | Primo turno       | 3                 | 0                 | 1                 | 2                 | 3                 | 5                 |                   |
| 2014   | Primo turno       | 3                 | 0                 | 1                 | 2                 | 2                 | 5                 |                   |
| 2015   | Non qualificata   | Non qualificata   | Non qualificata   | Non qualificata   | Non qualificata   | Non qualificata   | Non qualificata   | Non qualificata   |
| 2016   | Non qualificata   | Non qualificata   | Non qualificata   | Non qualificata   | Non qualificata   | Non qualificata   | Non qualificata   | Non qualificata   |
| 2017   | Non qualificata   | Non qualificata   | Non qualificata   | Non qualificata   | Non qualificata   | Non qualificata   | Non qualificata   | Non qualificata   |
| 2018   | Primo turno       | 3                 | 2                 | 0                 | 1                 | 4                 | 2                 |                   |
| 2019   | Non qualificata   | Non qualificata   | Non qualificata   | Non qualificata   | Non qualificata   | Non qualificata   | Non qualificata   | Non qualificata   |
| 2020   | Tornei cancellati | Tornei cancellati | Tornei cancellati | Tornei cancellati | Tornei cancellati | Tornei cancellati | Tornei cancellati | Tornei cancellati |
| 2021   | Tornei cancellati | Tornei cancellati | Tornei cancellati | Tornei cancellati | Tornei cancellati | Tornei cancellati | Tornei cancellati | Tornei cancellati |
| 2022   | Non qualificata   | Non qualificata   | Non qualificata   | Non qualificata   | Non qualificata   | Non qualificata   | Non qualificata   | Non qualificata   |
| 2023   | Quarti di finale  | 4                 | 2                 | 2                 | 0                 | 5                 | 2                 |                   |
| Totale | 9/19              | 32                | 12                | 8                 | 12                | 38                | 39                |                   |